# Gymnochthebius compactus
Gymnochthebius compactus är en skalbaggsart som beskrevs av Perkins 1980. Gymnochthebius compactus ingår i släktet Gymnochthebius och familjen vattenbrynsbaggar. Inga underarter finns listade i Catalogue of Life.